# Parque de la Creueta del Coll
El parque de la Creueta del Coll (en catalán: parc de la Creueta del Coll) es un parque público situado en el barrio de El Coll, en el distrito de Gracia de Barcelona. Está situado en el monte de la Creueta del Coll que forma parte del parque de los Tres Cerros, junto al cerro del Carmelo y el cerro de la Rovira. Tiene dos accesos, por el paseo Virgen del Coll y por la calle Castelltersol. Aunque el nombre en castellano se podría traducir como 'Crucecita del Collado', su origen es desconocido, porque la cruz que se encuentra en la cima fue colocada por los vecinos del mismo cerro en el año 2000, habiendo fotos que demuestran tal hecho. Por tanto el nombre es anterior a la existencia de la cruz.

## Descripción

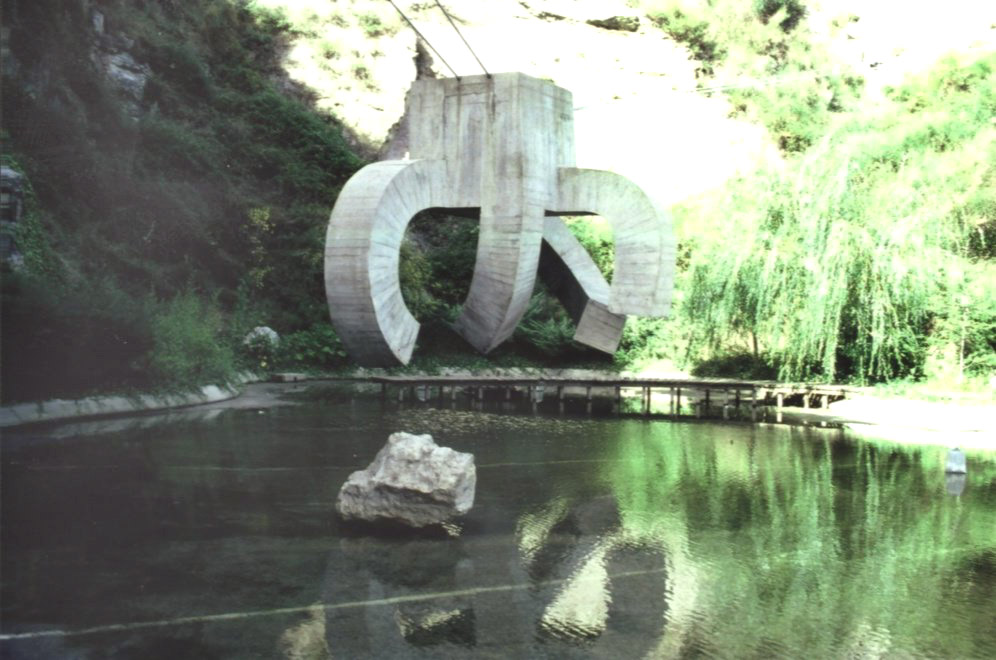
Elogio del agua (1987), de Eduardo Chillida

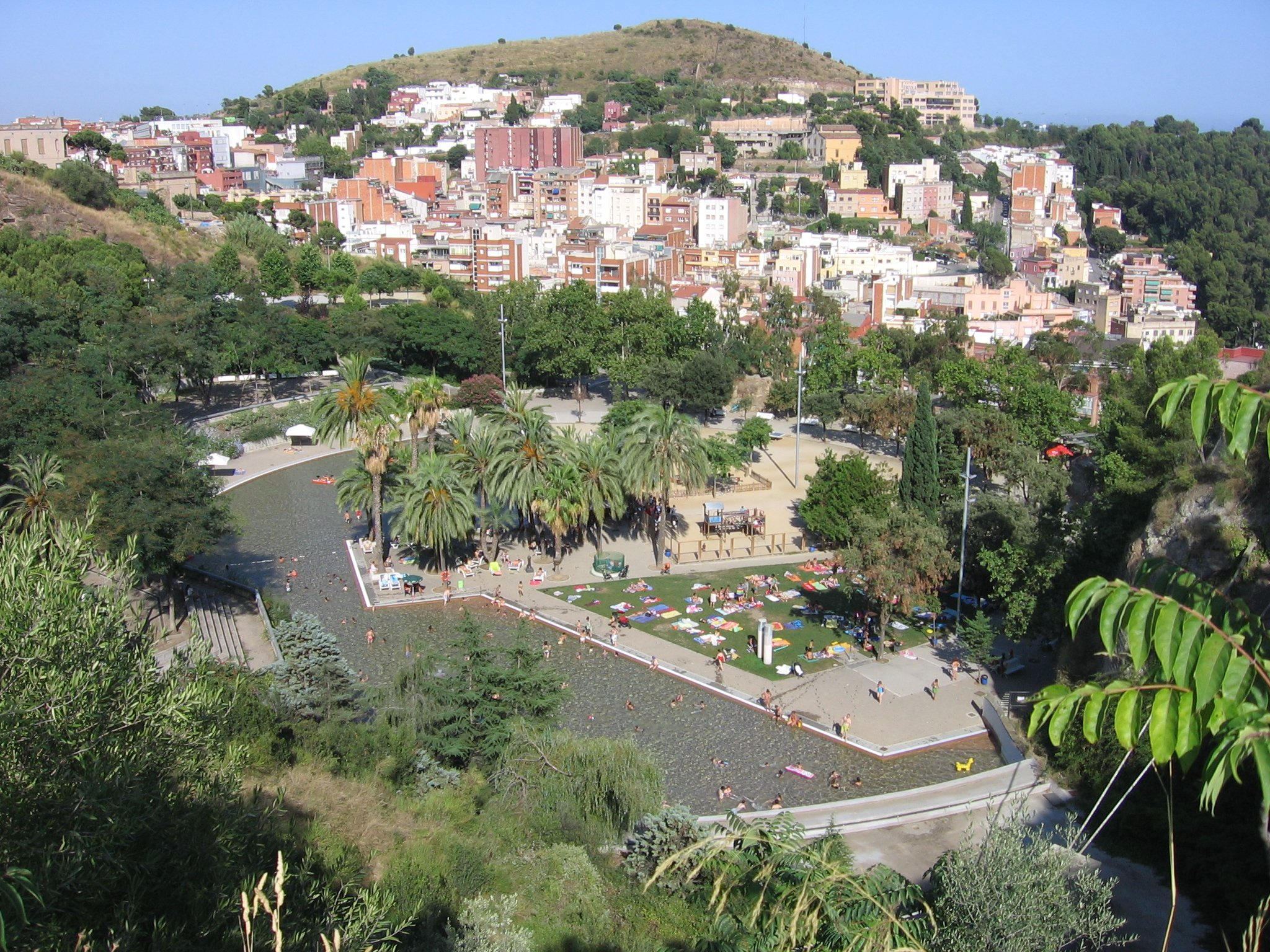
Vista del parque con el cerro del Carmelo al fondo

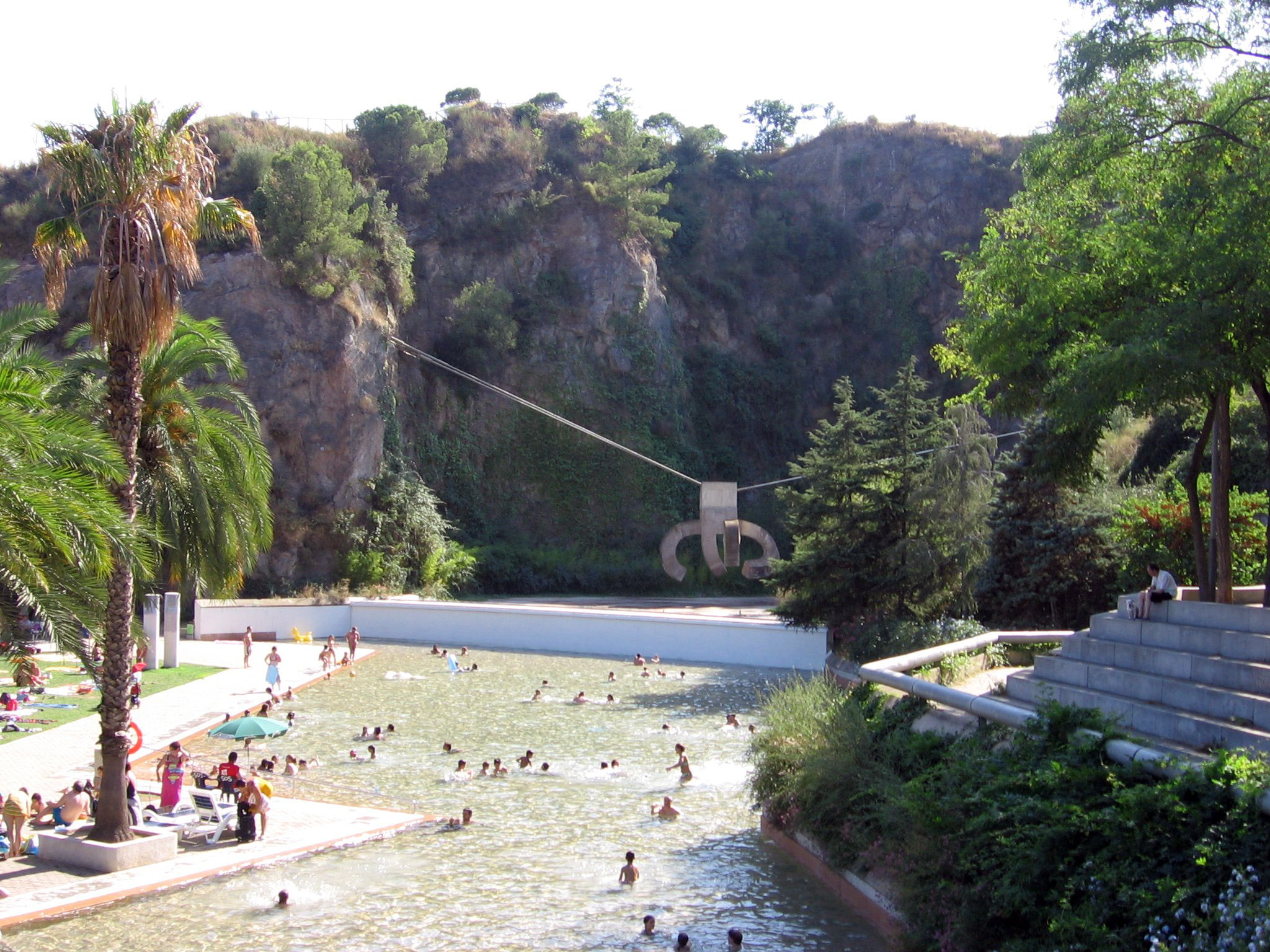
Vista del lago, al fondo la escultura de Chillida

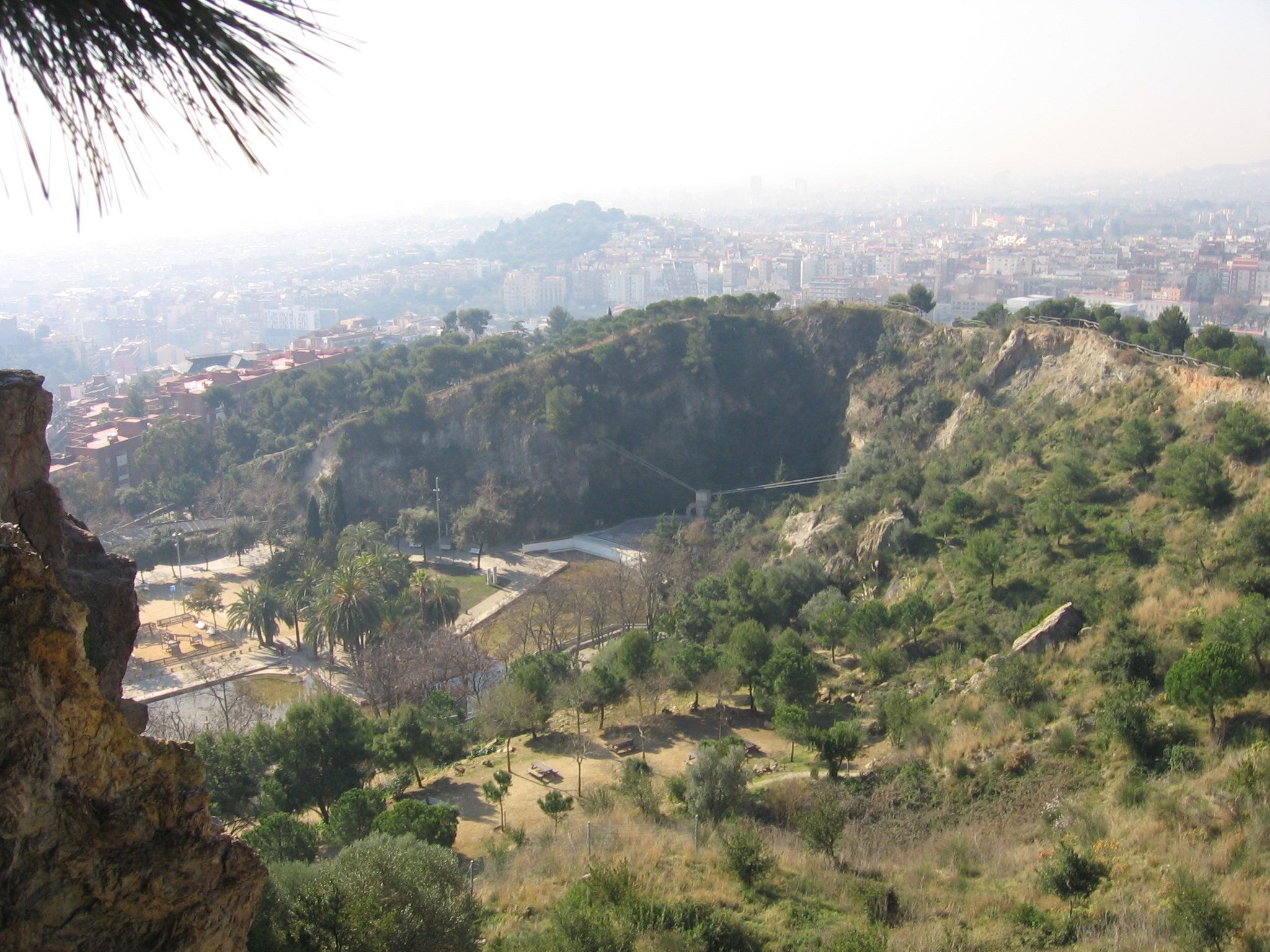
Vista del parque desde la montaña

El parque tiene una superficie de 1,68 hectáreas. Antiguamente fue una cantera de piedra granítica, por lo que muchos vecinos lo conocían como La Pedrera ('cantera' en catalán), explotada por la empresa Piedras y Derivados S.A.
Su transformación en parque público se realizó gracias a un proyecto de Martorell-Bohigas-Mackay, siendo inaugurado en 1987. La parte principal del parque contiene una gran plaza de 6000 m², donde destaca un estanque que en verano sirve de piscina pública (profundidad 60 cm). La vegetación está constituida por palmeras (datileras y washingtonias), cipreses, plataneros, encinas, árboles del amor, diversas especies de flores y un parterre de césped.
Sobre la pared de la antigua cantera, en la parte alta de la colina, se ubica un mirador, con una espléndida panorámica de la ciudad de Barcelona. Cuenta igualmente con un área de juegos infantiles, zona de pícnic, aparatos de gimnasia para la tercera edad, pistas de petanca, dos mesas de ping-pong y una canasta de baloncesto, así como un polideportivo en el acceso a la calle Castelltersol. El parque destaca igualmente por la colocación de dos magníficas esculturas: un monolito titulado Tótem (1987), de Ellsworth Kelly, en la entrada del parque; y Elogio del agua (1987), de Eduardo Chillida, un bloque de hormigón de 54 toneladas de peso suspendido sobre la parte posterior del lago con cuatro cables de acero que cuelgan de la montaña, y que se refleja en el agua como en el mito de Narciso, según propósito del autor. Otro elemento artístico es Sol y Luna (1986), de Montserrat Altet, una decoración cerámica situada en una antigua caseta de piedra que el guarda de la cantera usaba para instalar un belén cada año, y que antes de la remodelación del parque estaba casi en ruinas. También estaba prevista la instalación de la escultura Cabeza de Barcelona, de Roy Lichtenstein, que finalmente se colocó en el puerto.